# Marzec 2015

## 29 marca
- Zakończyły się, rozgrywane w Szanghaju, mistrzostwa świata w łyżwiarstwie figurowym. (isu.org)
- Po wyborach prezydenckich w Nigerii i wyborze Muhammadu Buhariego opozycja po raz pierwszy w historii kraju przejęła w nim władzę. (polskieradio.pl)
- Islom Karimov został ponownie wybrany na urząd prezydenta Uzbekistanu. (elections.uz)

## 26 marca
- Matematycy John Nash Jr i Louis Nirenberg otrzymali Nagrodę Abela za wkład w teorię cząstkowych równań różniczkowych. (rp.pl)

## 24 marca
- W wypadku na autostradzie w Peru, w zderzeniu dwóch autobusów i ciężarówki, zginęło 37 osób. (tvn24.pl)
- Katastrofa lotnicza samolotu Airbus A320 niemieckich linii lotniczych Germanwings w południowej Francji. (gazeta.pl)

## 22 marca
- Francuz Martin Fourcade i Białorusinka Darja Domraczewa zwyciężyli w klasyfikacjach generalnych pucharu świata w biathlonie. (biathlonresults.com, biathlonresults.com)
- Reprezentanci Austrii: Marcel Hirscher (w gronie mężczyzn) i Anna Fenninger (wśród kobiet) triumfowali w klasyfikacjach generalnych pucharu świata w narciarstwie alpejskim. (sportowefakty.pl)
- Niemiec Severin Freund triumfował w klasyfikacji generalnej pucharu świata w skokach narciarskich. (fis-ski.com)
- Rosjanin Pawieł Kuliżnikow i Amerykanka Heather Richardson zwyciężyli w klasyfikacjach generalnych pucharu świata w łyżwiarstwie szybkim. (isuresults.eu, isuresults.eu)

## 20 marca
- Ponad 100 osób zginęło w czterech samobójczych zamachach bombowych na dwa meczety w stolicy Jemenu, Sanie. (radiozet.pl)

## 18 marca
- Zamach terrorystyczny w Tunisie, z ofiarami śmiertelnymi. (tvn24.pl)

## 17 marca
- W Izraelu odbyły się wybory parlamentarne. (tvn24.pl)

## 15 marca
- Reprezentanci Norwegii: Marit Bjørgen i Martin Johnsrud Sundby zwyciężyli w klasyfikacjach generalnych pucharu świata w biegach narciarskich. (sportowefakty.pl)
- Podczas rozgrywanych w japońskim Nomi mistrzostw Azji w chodzie sportowym Japończyk Yūsuke Suzuki ustanowił wynikiem 1:16:36 nowy rekord świata w chodzie na 20 kilometrów. (iaaf.org)
- Co najmniej 15 osób zginęło w Rosji, w zderzeniu mikrobusu z samochodem osobowym. (rp.pl)
- Zakończyły się, rozgrywane w fińskim Kontiolahti, mistrzostwa świata w biathlonie. (biathlonworld.com)

## 14 marca
- Niemiec Eric Frenzel triumfował (trzeci raz z rzędu) w klasyfikacji generalnej pucharu świata w kombinacji norweskiej. (sportowefakty.pl)
- Francuski kombinator norweski Jason Lamy Chappuis – mistrz olimpijski, mistrz świata, trzykrotny zdobywca pucharu świata – ogłosił zakończenie kariery sportowej. (sportowefakty.pl)
- Co najmniej 51 osób zginęło w górzystym terenie Brazylii, gdy autokar, którym podróżowali stoczył się w przepaść. (rp.pl).

## 13 marca
- Austriaczka Daniela Iraschko-Stolz triumfowała w klasyfikacji generalnej pucharu świata kobiet w skokach narciarskich. (sportowefakty.pl)
- Holender Douwe de Vries ustanowił w Calgary nowy rekord świata w jeździe godzinnej na łyżwach – 42 kilometry i 252 metry (pzls.pl)
- Co najmniej 60 osób zginęło podczas sztormowej pogody w katastrofie promu u wybrzeży Birmy. (rp.pl)
- Co najmniej 10 ofiar śmiertelnych cyklonu, który uderzył w wyspiarskie państwo Vanuatu w Oceanii. (dziennik.pl)

## 11 marca
- Pakistański rząd całkowicie zniósł moratorium na karę śmierci po 6 latach od wprowadzenia. (polskieradio.pl)
- 17 osób zginęło w pożarze centrum handlowego Admirał w rosyjskim Kazaniu (dziennik.pl)

## 10 marca
- 10 osób zginęło w katastrofie dwóch śmigłowców w Argentynie. (tvn24.pl)
- Astronomowie z University of Cambridge odkryli 9 satelickich galaktyk Drogi Mlecznej; co najmniej 3 z nich to galaktyki karłowate. (phys.org, kopalniawiedzy.pl)

## 8 marca
- Została uruchomiona druga linia metra warszawskiego. (ztm.waw.pl)
- Podczas rozegranych w Arles mistrzostw kraju Francuz Yohann Diniz ustanowił wynikiem 1:17:02 rekord świata w chodzie na 20 kilometrów. (iaaf.org)
- Czeszka Martina Sáblíková i Holender Sven Kramer triumfowali w rozegranych w Calgary mistrzostwach świata w łyżwiarstwie szybkim w wieloboju. (sportowefakty.pl)
- Zakończyły się, rozgrywane w Pradze, halowe mistrzostwa Europy w lekkoatletyce. (european-athletics-statistics.org)

## 7 marca
- Bezzałogowa sonda kosmiczna Dawn weszła na orbitę wokół planetoidy Ceres. (pap.pl)

## 5 marca
- Co najmniej 10 osób zginęło w wyniku powodzi w Argentynie. (tvnmeteo.tvn24.pl)

## 4 marca
- Eksplozja z ofiarami śmiertelnymi w ukraińskiej kopalni węgla w Doniecku (tvn24.pl)

## 3 marca
- 20 osób zginęło w Chinach, gdy autobus, którym podróżowali zjechał z górskiej drogi i runął w przepaść (rp.pl)

## 1 marca
- Rosjanin Pawieł Kuliżnikow i Amerykanka Brittany Bowe triumfowali w rozegranych w Astanie mistrzostwach świata w łyżwiarstwie szybkim w wieloboju sprinterskim. (pzls.pl)
- Zakończyły się, rozgrywane w szwedzkim Falun, mistrzostwa świata w narciarstwie klasycznym. (sportowefakty.pl)
- Estońska Partia Reform premiera Taaviego Rõivasa zwyciężyła w wyborach parlamentarnych. (onet.pl)